# Чиряштамак
Чиряштама́к (рос. Чиряштамак, башк. Сирәштамак) — присілок у складі Міякинського району Башкортостану, Росія. Входить до складу Богдановської сільської ради.
Населення — 132 особи (2010; 146 в 2002).
Національний склад:
- башкири — 87 %